# Minyā al-Qamḥ
Minyā al-Qamḥ es un distrito de la gobernación de Oriental, Egipto. En julio de 2017 tenía una población estimada de 771 987 habitantes.
Se encuentra ubicado en la zona oriental del delta del Nilo, al noreste de El Cairo.